# Holkerveen
Holkerveen is een klein dorp in de gemeente Nijkerk, in de Nederlandse provincie Gelderland. Het dorp heeft 320 inwoners (2004). Holkerveen ligt ten zuidwesten van Nijkerk aan de westzijde van de provinciale weg naar Amersfoort.
Voor de postbezorging heeft het dorp dezelfde postcode als Nijkerkerveen. (3864)  
De naam is ontleend aan de ligging in het veen bij de buurtschap Holk. Holkerveen ontstond in de negentiende eeuw door haar ligging in het veengebied tussen Nijkerkerveen en Amersfoort. De eerste inwoners bewoonden kavels die haaks op het riviertje de Laak stonden. Van daaruit vond ontginning plaats waardoor een slagenlandschap ontstond. Na de turfafgravingen werden de stroken grond omgevormd tot weilanden. De bebouwing verdichtte zich doordat de kinderen van de pioniers een huisje op de kavel van hun ouders lieten bouwen. In de twintigste eeuw werd een aantal villa's gebouwd, en na 1997 werden nog tientallen woningen bijgebouwd. In 2004 telde het dorp 260 inwoners. Het pand Koolhaaspark 28 is een gemeentelijk monument dat onderdeel is van het sociaal woningbouwcomplex. De buurt Koolhaaspark stond ook bekend als het "Rooie Dorp". Dit vanwege de rode dakpannen.
Holkerveen verloor haar basisschool Rehoboth in 1988 toen het leerlingenaantal onder de opheffingsnorm was gezakt. Het verzet daartegen leidde tot de oprichting van de Buurt- en Belangenvereniging Holkerveen. De school aan de Domstraat werd daarna nog enkele jaren gebruikt door de buurtvereniging.

## Straten in Holkerveen
- Amersfoortseweg - richting Amersfoort
- B.G. Ruitenbeekerf - CDA-wethouder B.G. Ruitenbeek die zich bij de sluiting van de Rehobothschool inzette voor woningbouw in Holkerveen[2]
- Blekkerserf - boerderij Blekkerserf
- Dijkje - herkomst van de naam is onbekend
- Domstraat -
- Domstraat-West -
- Fliersteeg - voormalige erf De Flier; vroegere naam was Koutharen Steeg, een steeg die de boerderij Koutharen verbond met de Domstraat in het zuiden en de Bunschoterweg in het noorden.[3]
- Hoekersteeg - naar de steeg bij het huis Den Hoek
- Hooglandseweg - Hoogland bij Amersfoort
- Koolhaaspark - dominee Bernard Cornelis Koolhaas, Nederlands-Hervormd predikant in Nijkerkerveen omstreeks 1919.
- Vreugdenhilstraat - Maarten Vreugdenhil, gereformeerd predikant te Holkerveen/Nijkerkerveen van 1969-1974.

Stad: Nijkerk      Dorpen: Hoevelaken · Nijkerkerveen

Buurtschappen: Achterhoek · Appel · Bontepoort (deels) · Doornsteeg · Driedorp · Holk · Holkerveen · Kruishaar · Nekkeveld · Palestina · Prinsenkamp · Slichtenhorst · De Veenhuis · 't Woud · Wullenhoven 

Gelderland: Steden en dorpen in Gelderland      Nederland: Provincies · Gemeenten